# Кунашівка
Ку́нашівка — село в Україні, у Ніжинському районі Чернігівської області. Входить до складу Ніжинської міської громади. Населення становить 563 осіб. Розташоване за 10 км від райцентру й за 4 км від залізничного полустанку Приостерна. Дворів — 330.

## Історія
За однією з версій село Кунашівка засновано в 1629 році козаком Запорізької січі — Кунашем.
Радянську окупаційну владу вперше встановлено в січні 1918 року. Втретє - в грудні 1919. В 1929 році створено комсомольську організацію, в 1938 році — партійну.
Під час організованого радянською владою Голодомору 1932—1933 років померло щонайменше 210 жителів села.
Під час Німецько-радянської війни в лавах окупанта - Червоної армії, воювали 267 жителів, з них 54 нагороджено орденами й медалями СРСР. 99 чоловік загинуло.
Поблизу сіл Кунашівка і Паливоди розташовані кургани епохи бронзи (II тисячоліття до н. Е.) І скіфського часу (V—III ст. До н. Е.). Вони частково досліджені в 1898—1899 рр.
До 2018 року орган місцевого самоврядування — Кунашівська сільська рада. Сільській Раді були підпорядковані села Наумівське, Паливода.

## Населення

### Мова
Розподіл населення за рідною мовою за даними перепису 2001 року:
| Мова       | Кількість | Відсоток |
| ---------- | --------- | -------- |
| українська | 553       | 98.22%   |
| російська  | 8         | 1.42%    |
| білоруська | 2         | 0.36%    |
| Усього     | 563       | 100%     |

## Відомі люди

### Народилися
Подвойський Микола Ілліч (1880—1948) — професіональний революціонер, радянський, партійний і військовий діяч.
І. Г. Бублик — матрос легендарного крейсера «Аврора».